# Giovanni Giorgio di Sassonia
Giovanni Giorgio di Sassonia, duca di Sassonia (in tedesco: Prinz Johann Georg Karl Pio Leopold Maria Gennaro Anacleto von Sachsen, Herzog zu Sachsen (Dresda, 10 luglio 1869 – Altshausen, 24 novembre 1938), è stato il sesto figlio e il secondo figlio maschio di Giorgio di Sassonia e di sua moglie Maria Anna di Portogallo e fratello più giovane dell'ultimo re di Sassonia, Federico Augusto III di Sassonia.
Giovanni Giorgio era un noto esperto di arti e un avido collezionista d'arte.

## Biografia
La sua educazione venne condotta da insegnanti privati fino al 1881 quando iniziò il suo addestramento militare.

Dal 1889 al 1890 Giovanni Giorgio e suo fratello Massimiliano studiarono legge insieme a Friburgo in Brisgovia. Dopo il passaggio alla Università di Lipsia, Giovanni Giorgio principalmente frequentò le lezioni di storia e di storia dell'arte.

Nel 1909, il Principe ricevette la laurea honoris causa presso l'Università di Lipsia.

## Matrimonio
Giovanni Giorgio sposò in prime nozze il 5 aprile 1894 a Stoccarda, la duchessa Maria Isabella di Württemberg, terzogenita e seconda figlia del duca Filippo di Württemberg e di sua moglie l'arciduchessa Maria Teresa d'Austria.

Maria Isabella morì il 24 maggio 1904 a 32 anni a Dresda.
Nel 1906 sposò, a Cannes la sua seconda moglie, la principessa Maria Immacolata di Borbone-Due Sicilie (1874-1947), figlia di Alfonso Maria, conte di Caserta e della principessa Maria Antonietta di Borbone-Due Sicilie.

Da entrambi i matrimoni non ebbe figli.

## Morte
Giovanni Giorgio morì il 24 novembre 1938, mentre era in visita al castello di Altshausen. È sepolto nella cripta della nuova Cattedrale della Santissima Trinità di Dresda. Una croce è stata sollevata in sua memoria al vecchio cimitero cattolico di Dresda.

## Ascendenza
|                                   |                                       |                                                 | Genitori                                   |  |  | Nonni |  |  | Bisnonni                 |  |  | Trisnonni                      |  |
|                                   |                                       |                                                 |                                            |  |  |       |  |  | Massimiliano di Sassonia |  |  | Federico Cristiano di Sassonia |  |
|                                   |                                       |                                                 |                                            |  |  |       |  |  | Massimiliano di Sassonia |  |  | Federico Cristiano di Sassonia |  |
|                                   |                                       | Maria Antonia di Baviera                        |                                            |  |  |       |  |  | Massimiliano di Sassonia |  |  |                                |  |
| Giovanni di Sassonia              |                                       |                                                 |                                            |  |  |       |  |  | Massimiliano di Sassonia |  |  |                                |  |
|                                   |                                       | Carolina di Borbone-Parma                       | Ferdinando I di Parma                      |  |  |       |  |  |                          |  |  |                                |  |
|                                   |                                       | Carolina di Borbone-Parma                       | Ferdinando I di Parma                      |  |  |       |  |  |                          |  |  |                                |  |
|                                   |                                       | Carolina di Borbone-Parma                       | Maria Amalia d'Asburgo-Lorena              |  |  |       |  |  |                          |  |  |                                |  |
| Giorgio di Sassonia               |                                       | Carolina di Borbone-Parma                       |                                            |  |  |       |  |  |                          |  |  |                                |  |
|                                   |                                       | Massimiliano I Giuseppe di Baviera              | Federico Michele di Zweibrücken-Birkenfeld |  |  |       |  |  |                          |  |  |                                |  |
|                                   |                                       | Massimiliano I Giuseppe di Baviera              | Federico Michele di Zweibrücken-Birkenfeld |  |  |       |  |  |                          |  |  |                                |  |
|                                   |                                       | Massimiliano I Giuseppe di Baviera              | Maria Francesca del Palatinato-Sulzbach    |  |  |       |  |  |                          |  |  |                                |  |
| Amalia Augusta di Baviera         |                                       | Massimiliano I Giuseppe di Baviera              |                                            |  |  |       |  |  |                          |  |  |                                |  |
|                                   |                                       | Carolina di Baden                               | Carlo Luigi di Baden                       |  |  |       |  |  |                          |  |  |                                |  |
|                                   |                                       | Carolina di Baden                               | Carlo Luigi di Baden                       |  |  |       |  |  |                          |  |  |                                |  |
|                                   |                                       | Carolina di Baden                               | Amalia d'Assia-Darmstadt                   |  |  |       |  |  |                          |  |  |                                |  |
| Giovanni Giorgio di Sassonia      |                                       | Carolina di Baden                               |                                            |  |  |       |  |  |                          |  |  |                                |  |
|                                   | Ferdinando di Sassonia-Coburgo-Kohary | Francesco Federico di Sassonia-Coburgo-Saalfeld |                                            |  |  |       |  |  |                          |  |  |                                |  |
|                                   | Ferdinando di Sassonia-Coburgo-Kohary | Francesco Federico di Sassonia-Coburgo-Saalfeld |                                            |  |  |       |  |  |                          |  |  |                                |  |
|                                   | Ferdinando di Sassonia-Coburgo-Kohary | Augusta di Reuss-Ebersdorf                      |                                            |  |  |       |  |  |                          |  |  |                                |  |
| Ferdinando II del Portogallo      | Ferdinando di Sassonia-Coburgo-Kohary |                                                 |                                            |  |  |       |  |  |                          |  |  |                                |  |
|                                   |                                       | Maria Antonia di Koháry                         | Ferenc József di Koháry                    |  |  |       |  |  |                          |  |  |                                |  |
|                                   |                                       | Maria Antonia di Koháry                         | Ferenc József di Koháry                    |  |  |       |  |  |                          |  |  |                                |  |
|                                   |                                       | Maria Antonia di Koháry                         | Maria Antonia di Waldstein-Wartenberg      |  |  |       |  |  |                          |  |  |                                |  |
| Maria Anna Ferdinanda di Braganza |                                       | Maria Antonia di Koháry                         |                                            |  |  |       |  |  |                          |  |  |                                |  |
|                                   |                                       | Pietro IV del Portogallo                        | Giovanni VI del Portogallo                 |  |  |       |  |  |                          |  |  |                                |  |
|                                   |                                       | Pietro IV del Portogallo                        | Giovanni VI del Portogallo                 |  |  |       |  |  |                          |  |  |                                |  |
|                                   |                                       | Pietro IV del Portogallo                        | Carlotta Gioacchina di Borbone-Spagna      |  |  |       |  |  |                          |  |  |                                |  |
| Maria II del Portogallo           |                                       | Pietro IV del Portogallo                        |                                            |  |  |       |  |  |                          |  |  |                                |  |
|                                   |                                       | Maria Leopoldina d'Asburgo-Lorena               | Francesco II d'Asburgo-Lorena              |  |  |       |  |  |                          |  |  |                                |  |
|                                   |                                       | Maria Leopoldina d'Asburgo-Lorena               | Francesco II d'Asburgo-Lorena              |  |  |       |  |  |                          |  |  |                                |  |
|                                   |                                       | Maria Leopoldina d'Asburgo-Lorena               | Maria Teresa di Borbone-Due Sicilie        |  |  |       |  |  |                          |  |  |                                |  |
|                                   |                                       | Maria Leopoldina d'Asburgo-Lorena               |                                            |  |  |       |  |  |                          |  |  |                                |  |

## Titoli
- 10 luglio 1869 - 24 novembre 1938: Sua Altezza Reale il principe Johann Georg di Sassonia, duca di Sassonia